# آبشار دریپینگ اسپرینگ
آبشار دریپینگ اسپرینگ (به انگلیسی: Dripping Springs Falls) آبشاری است که در اوکلاهاما، ایالات متحده آمریکا واقع شده و ارتفاع کلی ریزشگاه آن ۷۷ پا است.